# Batalla de Skra-di-Legen
La batalla de Skra di Legen va ser una batalla de dos dies lliurada durant la Primera Guerra Mundial en el Front de Macedònia, que va tenir lloc al voltant de la posició fortificada de Skra di Legen, un cim del massís muntanyós Páiko, a la regió de la Macedònia grega, al nord-est de Tessalònica.
Les tropes gregues, amb el suport d'una brigada francesa, va obtenir una victòria sobre les forces búlgares. La batalla va ser la primera acció a gran escala al front de les tropes gregues del recent creat Exèrcit de Defensa Nacional, i va donar com a resultat la captura de la posició búlgara fortament fortificada.
La força dels Aliats estava composta per tres divisions gregues de l'Exèrcit de Defensa Nacional, sota comandament del tinent general Emmanouil Zymvrakakis, a més d'una brigada francesa. Les tres divisions gregues incloïen la Divisió Arxipèlag (general major Dimitrios Ioannou), la Divisió de Creta (general de divisió Panagiotis Spiliadis), i la Divisió Serres (tinent coronel Epaminondas Zymvrakakis). Els regiments 5è i 6è de la Divisió Arxipèlag eren al centre, els regiments 7è i 8è de la Divisió de Creta es trobaven en el flanc dret i el 1r regiment de la Divisió de Serres estava en el flanc esquerre.

## El camp de batalla
El Skra di Legen és una muntanya situada prop de la frontera entre Sèrbia i Grècia, a l'oest del riu Vàrdar.
La posició de Skra-di-Legen és un punt important i estratègic, que permet controlar el pas d'un exèrcit i que ofereix un excel·lent lloc d'observació, que es troba prop de l'actual localitat de Skra, llavors anomenada Lioumnitza. El terreny és molt accidentat, amb pendents costerudes, barrancs, cims inaccessibles, roques nues i zones intransitables; aquestes defenses naturals van ser reforçades per importants fortificacions.

## Les batalles

### La primera batalla de Skra di Legen (maig de 1917)
La posició ja havia patit un atac de les forces franceses i gregues en maig de 1917. La 122a divisió d'infanteria, al comandament del general Sarrail, havia aconseguit prendre una part de les posicions fortificades enemigues, però els Aliats van ser rebutjats per una contra-ofensiva búlgara. La situació es va estabilitzar després de diversos mesos de lluita i ambdues parts van realitzar treballs de millores.
Les forces búlgares havien organitzat la seva defensa construint fortificacions militars de formigó en rases profundes i refugis darrere de fileres de filferro d'arç. Les posicions estaven en la intersecció de les rases que formaven un laberint. Estaven equipades amb metralladores acuradament camufladess i van ser reforçades per artilleria pesada. Es va completar el sistema de defensa búlgara amb molts observatoris amb vistes a l'altiplà des del Vàrdar fins al massís de Dzéna.

### La segona batalla de Skra di Legen (maig de 1918)
En la primavera de 1918 es va posar en marxa una nova ofensiva, confiada principalment a l'exèrcit grec del Moviment de Defensa Nacional. Les tres divisions gregues eren la Divisió Arxipèlag comandada pel general Dimitrios Ioannou, la Divisió Creta comandada pel general Panagiotis Spiliadis, i la Divisió Serres comandada pel tinent coronel Epaminondas Zymvrakakis.

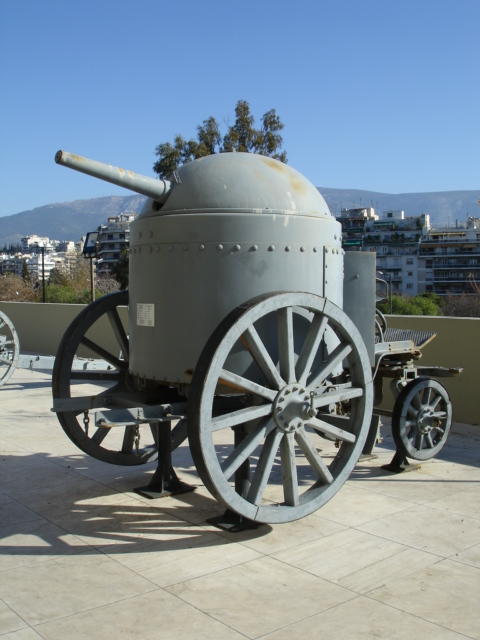
Un canó búlgar capturat pels Aliats en Skra

El primer dia, 29 de maig, els 430 canons de l'artilleria dels Aliats van bombardejar contínuament les fortificacions búlgares per destruir-les abans de l'atac.
El segon dia, les tres divisions gregues, en posició central a la primera línia del front, es van posar en acció, amb la missió de desallotjar als búlgars i prendre la posició principal. Al començament de l'atac general, es va cometre un error tàctic: un sergent grec va donar el senyal per atacar mitja hora abans, i artilleria lleugera va obrir foc sense esperar l'assalt de la infanteria. Aquest error va impedir que l'atacant crées l'efecte sorpresa desitjat, i va donar als búlgars temps per preparar-se millor. No obstant això, el comandant Nikólaos Plastiras, de la Divisió Arxipèlag, en primera línia, es va distingir per la seva valentia en abordar amb èxit l'enemic a distància de tret. El seu batalló va creuar les set línies de defensa búlgara, va avançar fins a una distància de 1500 metres, va atacar l'enemic en el flanc i el va encerclar, assolint un dels primers objectiu del Pla General. Aquesta bretxa en les línies bùlgares va tenir un paper decisiu en la victòria final. Mentrestant, l'artilleria britànica va continuar disparant les posicions mantingudes ara per la Divisió Arxipèlag; Plastiras es va veure obligat a enviar un missatge al lloc de comandament, sol·licitant que l'artilleria deixés de disparar, i per donar ordres per perseguir a l'enemic en retirada. A les 06.30 h, les forces dels Aliats van capturar Skra, superant en nombre a les forces búlgares.
A partir de la tarda del mateix dia fins al 31 de maig, l'exèrcit búlgar va llançar contraatacs sobre les posicions mantingudes per la Divisió de Creta. Tots els atacs van ser repel·lits, consolidant la victòria dels Aliats 
La victòria va ser sagnant. En la batalla els Aliats van perdre 441 morts, 2.227 ferits i 164 desapareguts en combat. Bulgària va patir 600 soldats morts i 2.045 presoners. També es van capturar 32 metralladores i 12 peces d'artilleria. Segons l'historiador grec Dionysios Kokkinos hi va haver uns 2800 morts i ferits a les files de l'exèrcit grec.

## La participació decisiva de l'exèrcit grec

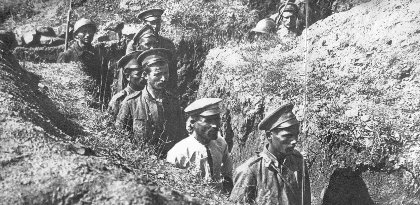
Presoners de guerra búlgars de la batalla de Skra-di-Legen

Aquesta batalla va ser la primera participació decisiva de Grècia en la Primera Guerra Mundial.
El general francès Adolphe Guillaumat, comandant en cap de les forces dels Aliats, va reconèixer públicament la importància de la contribució de les forces gregues en la victòria, dient: «La victòria de Skra és tan gloriosa com la presa de Mort-Homme en Verdun».
El general anglès George Milne va escriure al general grec Panagiótis Danglis grec: «Sense l'ajuda de les forces gregues, no hauria estat possible aconseguir aquesta victòria».
La victòria de Skra va permetre als exèrcits dels Aliats guanyar un punt estratègic important. El setembre del 1918, les forces franceses i sèrbies van llançar l'ofensiva decisiva més al nord, prop de Sokol, Dobro Pole, Vetrenik i Koziakas per trencar les línies de defensa de les tropes germano-búlgares.